# Institut für Ökumenische Studien
Das Institutum Studiorum Oecumenicorum, kurz ISO, deutsch Institut für Ökumenische Studien ist eine interdisziplinäre Forschungseinrichtung der Katholisch-Theologischen Fakultät der Universität Fribourg. Es vertieft die theologische Bildung in der Komplexität der Christenheit und setzt auf „die wachsende Gemeinschaft der Kirchen, den theologischen Dialog sowie das gemeinsame Zeugnis der Christen“. Die Theologie der Ökumene im Dialog mit der Orthodoxie und den reformatorischen Gemeinschaften ist ein Kompetenzzentrum der Fakultät.

## Geschichte
Noch während des Zweiten Vatikanischen Konzils 1964 wurde das Institut gegründet. Im Kontext religiöser Glaubensbildung beschäftigt es sich sowohl mit den westkirchlichen Entwicklungen der verschiedenen Konfessionen als auch mit den Ostkirchen. Besonders ihre Geschichte ist ein wichtiger Forschungsgegenstand, zum Teil auch in Zusammenarbeit mit anderen „Ostkirchlichen Instituten“. Dazu zählt auch das seit 1982 jährlich vom Ostkirchlichen Institut in Regensburg herausgegebene Verzeichnis Orthodoxia, in dem sämtliche orthodoxe Bischöfe verzeichnet sind, und das seit 2015 vom Freiburger Institut herausgegeben wird. Das Institut ist durch zahlreiche Partnerschaften mit kirchlichen und akademischen Einrichtungen verbunden.

## Einrichtungen
Dem Direktorium gehören sowohl Mitglieder der Theologischen Fakultät als auch Repräsentanten des kirchlichen Lebens in der Schweiz an. Zentrum des Instituts ist die nach dem reformierten Pfarrer und Hagiographen Walter Nigg benannte Bibliothek in Fribourg. Das Haus bietet Platz für Gäste und dient als Versammlungsraum.
Zu den Aufgaben des ISO gehören Lehrveranstaltungen auf dem Gebiet der Ökumenischen Theologie, Forschungsprojekte, wissenschaftliche Tagungen, spezialisierte Bibliotheken, Austauschprogramme für Studierende anderer kirchlicher Traditionen, Studienreisen, wissenschaftliche Publikationen und die Wahrnehmung von Mandaten in ökumenischen Gremien.